# Alter jüdischer Friedhof (Głogów Małopolski)

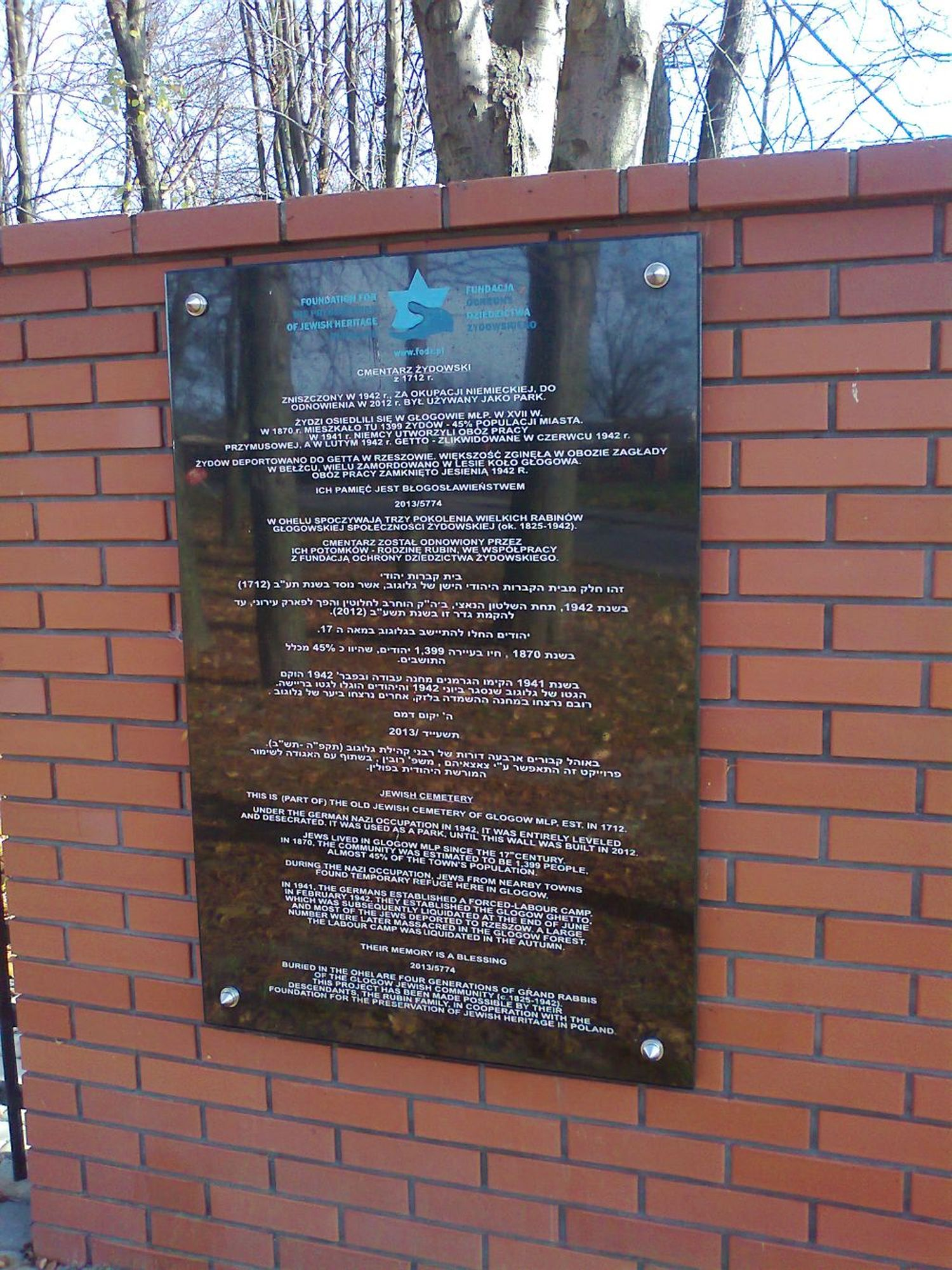
Gedenktafel am jüdischen Friedhof in Głogów Małopolski

Der Alte jüdische Friedhof in Głogów Małopolski, einer polnischen Stadt in der Woiwodschaft Karpatenvorland, wurde 1712 angelegt. 
Der jüdische Friedhof wurde während des Zweiten Weltkriegs von den deutschen Besatzern zerstört.
Auf dem 0,3 Hektar großen Friedhof sind heute keine Grabsteine mehr erhalten.